# Pleuromeiaceae
Pleuromeiaceae é uma família de vegetais, classificada na ordem isoetales (porém alguns pesquisadores à classifiquem na ordem pleuromeiales) e da classe Lycopodiopsida (Porém alguns discordam e à botem na classe Isoetopsida) e da divisão Lycopodiophyta.

## Registros fósseis
Diversos fósseis desta família foram encontrados, todos na Europa Central, sendo 227 fósseis encontrados e 9 espécies confirmadas e 1 proposta, a lista:
- Pleuromeia sternbergii
- Pleurocaulis Rewanense
- Pleuromeiopsis Kryshtofovichii
- Cylostrobus clavatus
- Pleuromeia Reniformis
- Duckworthia isoeteformis
- Cylostrobus Sydneyensis
- Helicorhiza duckworthensis
- Cidarophyton rewanense
- Austrostrobus ornatum (Proposta)